# Pseudocharopa exquisita
Pseudocharopa exquisita ist eine möglicherweise ausgestorbene Landlungenschneckenart aus der Familie Charopidae, die auf der Lord-Howe-Insel endemisch war.

## Merkmale
Pseudocharopa exquisa hatte eine Gehäusehöhe von 5,5 bis 7 mm und einen Gehäusedurchmesser von 8,8 bis 9,6 mm. Die Gehäusefärbung war flammfarben mit einer orangebraunen und cremefarbenen Zickzack-Musterung. Die Gehäuseform war ohrenförmig mit einer mäßig niedrigen Spindel und einer schnell ansteigenden letzten Windung. Die Windungen waren rundlich mit oberhalb der Peripherie liegenden Furchen. Die Nähte waren eingedrückt. Das Protoconch hatte Radialrippen und ein Spiralgewinde. Die Rippen wurden zum Teleoconch enger. Das Teleoconch hatte sehr weit auseinanderliegende, gebogene, hervorstehende Radialrippen, Mikroradialwindungen und Mikrospiralstränge. Die oval-halbmondförmige Mündung war breiter als hoch und durch die Furchung verdreht. Der Nabel war sehr eng mit einer reflektierenden Lippe.
Über das Aussehen der Schnecken ist nichts bekannt.

## Verbreitung und Lebensraum
Die Art kam am Mount Lidgbird vor, wo sie auf feuchten Felswänden gefunden wurde.

## Status
1914 wurden mehrere Exemplare dieser Art am Gipfel des Mount Lidgbird gesammelt. Seitdem gilt sie als verschollen oder möglicherweise als ausgestorben. 2020 unternahm ein Team des Australian Museum eine Expedition auf die Lord-Howe-Insel, auf der Pseudocharopa exquisita jedoch nicht wiederentdeckt werden konnte. 1918 gelangten Ratten durch ein Schiffsunglück auf die Lord-Howe-Insel und sorgten für die Ausrottung von mehreren endemischen Tierarten. Seit 2019 gilt die Insel als rattenfrei.